# Torrelavit
Torrelavit är en kommun i Spanien.   Den ligger i provinsen Província de Barcelona och regionen Katalonien, i den östra delen av landet, 500 km öster om huvudstaden Madrid. Antalet invånare är 1 392. Arean är 23,6 kvadratkilometer. Torrelavit gränsar till Cabrera d'Anoia, Piera, Sant Sadurní d'Anoia, Subirats, El Pla del Penedès, Font-rubí, Sant Quintí de Mediona och Sant Pere de Riudebitlles. 
Terrängen i Torrelavit är lite kuperad.